# Наимов, Мирзо
Наимов Мирзо (тадж.  Мирзо Наимов , род. 14 января 1926, Айнинский район, Согдийская область) — историк, доктор исторических наук (1987), профессор (1990), академик Академии педагогических и социальных наук Российской Федерации  (АПСН РФ) (2001).

## Биография
- 1949 — окончил Самаркандский государственный университет,
- 1950—1953 — директор школы № 7,
- 1953—1959 — методист, инструктор Айнинского районо,
- 1959 — учёба в Ташкентской Высшей партийной школе.
- 1959—1963 — инструктор отдела пропаганды и агитации ЦК КП Таджикистана,
- 1963—1970 — главный редактор, директор программы Таджикского телевидения,
- 1971—1988 — заведующий отделом социально-экономической литературы издательства «Ирфон»,
- 1988—1997 — главный научный сотрудник Института истории, археологии и этнографии Академии наук Республики Таджикистан.
- 1997 г. — профессор кафедры отечественной истории  Российско-Таджикского (славянского) университета,
- 1998—1999 — и. о. декана историко-правового факультета  Российско-Таджикского (славянского) университета,
- С 2000 по 2010 — профессор кафедры отечественной истории  Российско-Таджикского (славянского) университета[1]

В данное время на пенсии.

## Научная и творческая деятельность
Автор более 150 научных, научно-популярных и методических работ по проблемам новейшей истории таджикского народа, дружбы и сотрудничества таджикского народа с другими народами Советского Союза, истории российско-таджикских экономических и культурных связей (1946—1990) и др. Участник международных научных конференций: «Великая Отечественная война: уроки истории и современность» (Душанбе, 2005).

## Основные публикации
- По ленинскому курсу дружбы и братства. — Душанбе, 1983;
- Русский язык — язык дружбы и братства. — Душанбе, 1984;
- Социально- экономические отношения основы сближения социалистических наций. — Душанбе, 1986;
- Вопросы нации и национальных отношений. — Душанбе, 1989; Россия и Таджикистан (в соавт.). — Душанбе, 2005.